# Banjevići
Banjevići (cyr. Бањевићи) – wieś w Bośni i Hercegowinie, w Republice Serbskiej, w gminie Bratunac. W 2013 roku liczyła 10 mieszkańców.